# Fist pump

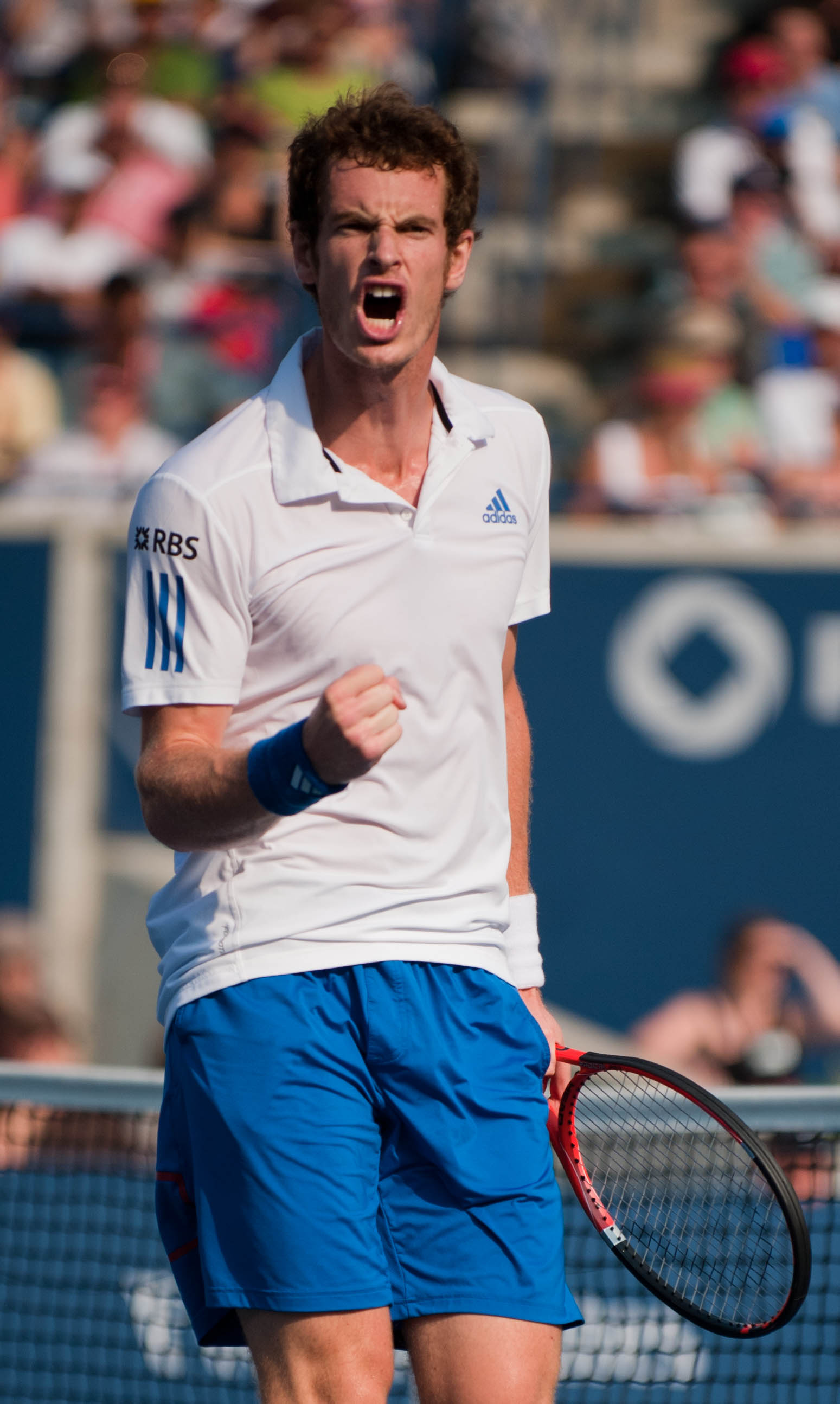
Andy Murray esulta con il gesto del fist pump, dopo aver battuto Roger Federer.

Il fist pump (in lingua inglese "pompare con il pugno") è un gesto di esultanza eseguito alzando il pugno chiuso davanti al torace e poi abbassandolo con un rapido movimento. Il gesto può essere eseguito isolatamente o in una rapida successione di ripetizioni.
È un gesto effettuato frequente nello sport, tipicamente come esultanza per avere realizzato dei punti o aver ottenuto la vittoria, ma è comune anche in contesti differenti da quello sportivo.
Ray Slater, produttore del Bobby Bones Show, ha stabilito il record del mondo di fist pumping per 17 ore e 15 minuti.